# Стригино (Тульская область)
Стригино — деревня в составе муниципального образования город Алексин Тульской области России.

## География
Деревня находится в северо-западной части Тульской области, в пределах северо-восточного склона Среднерусской возвышенности, в подзоне широколиственных лесов, на берегах реки Крушмы, на расстоянии примерно 21 километра (по прямой) к юго-востоку от города Алексина, административного центра округа. Абсолютная высота — 226 метров над уровнем моря.
Климат
Климат характеризуется как умеренно континентальный, с ярко выраженными сезонами года. Средняя температура воздуха летнего периода — 16 — 20 °C (абсолютный максимум — 38 °С); зимнего периода — −5 — −12 °C (абсолютный минимум — −46 °С). Снежный покров держится в среднем 130—145 дней в году. Среднегодовое количество осадков — 650—730 мм.
Часовой пояс
Деревня Стригино, как и вся Тульская область, находится в часовой зоне МСК (московское время). Смещение применяемого времени относительно UTC составляет +3:00.

## История
По ревизии 1709 г., Стригино находилось во владении М. К. и И. Л. Колюбакиных. По ревизии 1795 г. — во владении майора Хвощинского. По последней ревизии 1858 г. (название пишется как Стрыгино или Стрыгина) — во владении поручика А. Л. Крюкова и помещицы Наст. Вас. Кислинской.
По состоянию на 1913 г. относилось к Суходольской волости Алексинского уезда. Прихожане были приписаны к Покровской церкви в с. Коростино (ныне не существует).

## Население
| 2010 |
| ---- |
| 3    |

Половой состав
По данным Всероссийской переписи населения 2010 года в гендерной структуре населения мужчины составляли 33,3 %, женщины — соответственно 66,7 %.
Национальный состав
Согласно результатам переписи 2002 года, в национальной структуре населения русские составляли 100 % из 5 чел.